# Conrad Beck
Conrad Beck, född den 16 juni 1901 i Lohn, Schaffhausen, död den 31 oktober 1989 i Basel, var schweizisk kompositör. Han var verksam som ledare för musikavdelningen i Basels radio. Han har gjort flera symfonier, konserter och kantater samt oratoriet Der Tod zu Basel (1952).

## Biografi
Beck var son till en pastor. Hans vistelse i Paris åren 1924 till 1933 visade på en god artistisk utveckling under hans studier med Jacques Ibert och genom kontakter med Arthur Honegger, Nadia Boulanger och Albert Roussel. När han återvänt till Basel år 1933 verkade han som chef för musikavdelningen inom Basels radio, där han stannade i över trettio år.
På förslag av kompositören Paul Sacher, som starkt stödde hans karriär, bosatte sig Beck i Basel 1934. Under en period på över 50 år framförde Sacher hans verk med Basel Chamber Orchestra och Collegium Musicum Zürich. Under sitt arbete som musikalisk ledare i Basels radio fick han goda möjligheter till att främja nutida musik.
Under sin karriär som kompositör hadrades han med en rad priser, där det kan nämnas Schweizerischer Tonkünstleverein (1954), Ludwig Spohr Prize of the city of Brunswick (1956) och Basle Arts Prize (1964).
Becks musik kännetecknas av ett stort mått av allvar, envishet och djup uttrycksfullhet, men också av öppenhet och harmonisk proportion. Han komponerade ett antal orkester- och körverk i stil med Arthur Honegger, däribland den mest kända som var Der Tod zu Basel. Förutom opera utvidgades hans arbete till att omfatta alla typer av instrument- och vokal musik, där det kan nämnas sju symfonier, sju konserter och kammarmusik, ett oratorium, en lyrisk Cantata, en elegi och en balett, Der Grosse Bär.

## Verk i urval
Scen
- Der große Bär, balett (1935–1936)

Orkester
- Aeneas Silvius, symfoni (1957)
- Concertato (1964)
- Fantasie (1969)
- Hommages (1965)
- Hymne (1952)
- Innominata (1931)
- Kammerkonzert (1971)
- Kleine Suite för stråkorkester (1930)
- Nachklänge, tripartita för orkester (1983)
- Ostinato (1936)
- Sonatina (1958)
- Symphony Nr. 3 för stråkorkester (1927)
- Symphony Nr. 4 "Konzert für Orchester" (1928)
- Symphony Nr. 5 (1930)
- Symphony Nr. 6 (1950)

Konserter
- Concertino för klarinett, fagott och orkester (1954)
- Concertino för oboe och orkester (1962)
- Concertino för piano och orkester (1927–1928)
- Concerto för klarinett och orkester  (1967–1968)
- Concerto för piano och orkester (1930)
- Concerto för stråkkvartett och orkester (1929)
- Concerto för viola och orkester (1949)
- Concerto för blåskvintett och orkester (1976)
- Kammerkonzert för violin och orkester (1949)
- Konzertmusik för oboe och stråkorkester (1932)
- Lichter und Schatten, 3 rörelser för 2 horn, slagverk och stråkorkester (1982)
- Serenade för flöjt, klarinett och stråkorkester (1935)

Kammarmusik
- Alternances för klarinett, cello och piano (1980)
- Duo för 2 violiner (1960)
- Duo för violin och viola (1934–1935)
- Facetten, tre Impromptus för trumpet och piano (1975)
- Intermezzo för horn och piano (1948)
- Légende för klarinett och piano (1963)
- Nocturne för altsaxofon och piano (1969)
- Sonata Nr. 2 för cello och piano (1954)
- Sonata Nr. 2 för violin och piano (1948)
- Sonatina för cello och piano (1928)
- Sonatina för 2 flöjter (1971)
- Sonatina för flöjt och 1 eller 2 violiner
- Sonatina för flöjt och piano (1960)
- Sonatina för oboe och piano (1957)
- Sonatina för viola och piano (1976–1977)
- Sonatina för violin och piano (1928)
- String Quartet Nr. 3 (1927)
- String Quartet Nr. 4 (1935)
- String Quartet Nr. 5 (1967)
- String Trio Nr. 1 (1928)
- String Trio Nr. 2 (1947)
- Three Epigrammes för cellosolo (1976)
- Trio för flöjt, oboe och piano (1983)

Piano
- Sonatina (1928)
- Sonatina Nr. 2 (1951)
- Sonatina för piano 4-händigt (1955)

Orgel
- Choral Sonata (1950)
- Sonatina (1958)
- Zwei Präludien (2 preludier) (1932)

Vokalmusik
- Die Sonnenfinsternis, Cantata (1967)
- Der Tod des Oedipus, Cantata för sopran, tenor, baryton, blandad kör, orgel, 2 trumpeter, 2 tromboner och pukor (1928)
- Der Tod zu Basel, Großes Miserere för sopran, bas, 3 talare, blandad kör och orkester (1952)
- Elegie, Solo Cantata efter Friedrich Hölderlin (1972)
- Herbstfeuer, 6 sånger för alt och kammarorkester (1956)
- 3 Herbstgesänge för sång och piano eller orgel
- Kammerkantate efter Sonneter av Louise Labé för sopran, flöjt, piano och stråkorkester (1937)
- Lyrische Kantate för sopran, alt, damkör och liten orkester (1931)
- Suite nach Volksliedern im Jahresablauf (1947)